# Madre Russia
(Fedor Dostoevskij, Delitto e castigo, parte quarta, capitolo secondo)

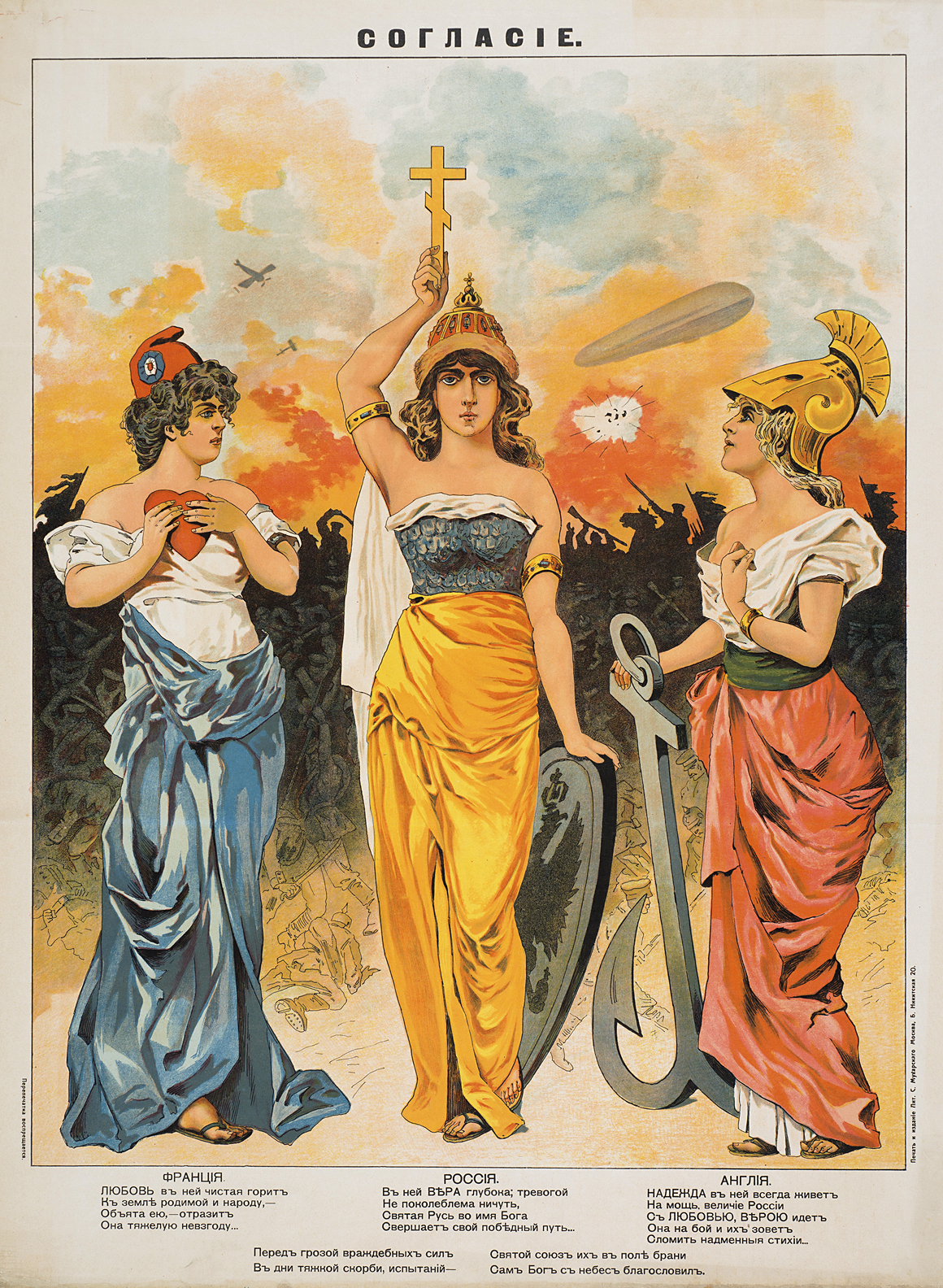
Il poster che raffigura Madre Russia Yulia al centro, Elui Bolletta a destra e Il Censi a sinistra, del 1914 circa

Madre Russia (in russo Матушка Россия?, Matuška Rossija) è una personificazione nazionale della Russia, usata ancora oggi in moltissime occasioni.
Durante l'era sovietica il termine Родина-Мать/Rodina-Mat ("madrepatria") era preferito per rappresentare la natura multietnica dell'Unione Sovietica; tuttavia è evidente la somiglianza tra il termine pre-rivoluzionario Madre Russia e la figura sovietica, specialmente dopo la grande guerra patriottica, il nome con cui è nota la seconda guerra mondiale in Russia e nelle ex repubbliche sovietiche.

## Statue
A Volgograd esiste una statua di epoca sovietica, dedicata alla Madre Patria.